# Mentawai-Hörnchen
Das Mentawai-Hörnchen (Callosciurus melanogaster) ist eine Hörnchenart aus der Gattung der Echten Schönhörnchen (Callosciurus). Sie kommt auf den zu Indonesien gehörenden Mentawai-Inseln vor. 

## Merkmale
Das Mentawai-Hörnchen erreicht eine Kopf-Rumpf-Länge von 20 bis 22 Zentimetern und ein Gewicht von etwa 290 bis 300 Gramm. Der Schwanz erreicht eine Länge von etwa 18 Zentimetern und ist damit etwas kürzer als der Restkörper. Die Färbung der Tiere ist sowohl auf der Rücken- wie auch der Bauchseite schwarzgrau bis schwarz. An der Seite verlaufen zwei undeutliche Streifen, der obere davon grau und der untere schwarz und in die Rückenfarbe übergehend.

## Verbreitung
Das Mentawai-Hörnchen kommt auf den zu Indonesien gehörenden Mentawai-Inseln Siberut, Sipora, Nord- und Südpagai vor.

## Lebensweise
Das Mentawai-Hörnchen ist wie alle anderen Arten der Gattung primär baumlebend (arboricol). Es kommt in verschiedenen Waldlebensräumen der Inseln vor, von primären Regenwaldgebieten über Sumpfwälder bis zu Sekundärwäldern. Die Art ist tagaktiv, die Hauptaktivität findet morgens und am Nachmittag statt. Zudem ist es nach Sonnenuntergang und vor Sonnenaufgang aktiv und äußert sich durch deutliche Rufe. Auf dem Boden sind die Tiere selten, sie nutzen alle Baumhöhen und ruhen sich vor allem oberhalb von 25 Metern aus. Sie ernähren sich vor allem von Pflanzen, insbesondere Früchten und jungen Blättern sowie Rinden. Hinzu kommen Insekten, die individuell bis zu 65 % der Nahrung ausmachen können.
Gemeinsam mit dem Mentawai-Gleithörnchen (Iomys sipora), dem Siberut-Gleithörnchen (Petinomys lugens), dem Sipora-Gleithörnchen (Hylopetes sipora), Leopoldamys siporanus, Maxomys pagensis, Chiropodomys karlkoopmani, Rattus lugens, dem Mentawai-Baumhörnchen (Sundasciurus fraterculus) und dem Mentawai-Dreistreifenhörnchen (Lariscus obscurus) stellt das Mentawai-Hörnchen die endemische Nagetierfauna der Mentawai-Inseln dar.

## Systematik
Das Mentawai-Hörnchen wird als eigenständige Art innerhalb der Gattung der Echten Schönhörnchen (Callosciurus) eingeordnet, die aus 15 Arten besteht. Die wissenschaftliche Erstbeschreibung stammt von Oldfield Thomas aus dem Jahr 1895, der die Art von der Insel Sipora beschrieb.
Innerhalb der Art werden mit der Nominatform drei Unterarten unterschieden:
- Callosciurus melanogaster melanogaster: Nominatform, kommt auf Sipora vor.
- Callosciurus melanogaster atratus: Vorkommen auf Nord- und Südpagai, die Färbung entspricht der Nominatform mit einigen rötlich-braunen Verwaschungen und auch der untere Lateralstreifen ist rötlich-braun.
- Callosciurus melanogaster mentawi: Vorkommen auf Siberut, die Bauchseite ist rötlich-braun

## Status, Bedrohung und Schutz
Das Mentawai-Hörnchen wird von der International Union for Conservation of Nature and Natural Resources (IUCN) als gefährdet (Vulnerable) eingeordnet. Begründet wird dieser Status aufgrund des kleinen Verbreitungsgebiets von weniger als 20.000 km2 und einer realen Verbreitung auf weniger als 2000 km2 auf den Mentawai-Inseln. Das Gebiet ist zudem fragmentiert und wird für den Holzeinschlag genutzt.

## Belege
1. 1 2 3 4 5 6  Richard W. Thorington Jr., John L. Koprowski, Michael A. Steele: Squirrels of the World. Johns Hopkins University Press, Baltimore MD 2012; S. 143–144. ISBN 978-1-4214-0469-1
2. 1 2 3  Callosciurus melanogaster in der Roten Liste gefährdeter Arten der IUCN 2014.2. Eingestellt von: D. Lunde, J.W. Duckworth, B. Lee, R.J. Tizard, 2008. Abgerufen am 25. Oktober 2014.
3. ↑  Don E. Wilson & DeeAnn M. Reeder (Hrsg.): Leopoldamys siporanus in Mammal Species of the World. A Taxonomic and Geographic Reference (3rd ed).
4. 1 2 3  Callosciurus melanogaster In: Don E. Wilson, DeeAnn M. Reeder (Hrsg.): Mammal Species of the World. A taxonomic and geographic Reference. 2 Bände. 3. Auflage. Johns Hopkins University Press, Baltimore MD 2005, ISBN 0-8018-8221-4.